# 犬鳴村伝説
犬鳴村伝説（いぬなきむらでんせつ）は、おもにインターネット上で語られている日本の都市伝説。福岡県に存在するとされるものの、「事実無根」の「全くのデマ」である。

## 概要
「犬鳴山のなかに『犬鳴村』という外部との接触を一切絶った村があり、興味本位で村を訪ねた者は村人たちに襲われる」という都市伝説。
この都市伝説に関しては諸説あるが、いくつか例を挙げると以下のような噂がある。
これらの噂は地名以外の全てが架空の設定であり、事実無根である。津山三十人殺しをもとに創作された杉沢村伝説の連想で作られた話であると考えられている。

## 都市伝説の背景
上述のとおり、「犬鳴村伝説」は津山三十人殺しとそれを基にした杉沢村伝説の焼き直しという形で創作されたものであり、事実ではない。
インターネット上で「犬鳴村伝説」が語られるようになる以前から、福岡県にある犬鳴峠旧道のトンネル工事における犠牲者の霊が出るという噂は存在していた。1975年に県道21号線（新道）が開通すると旧道は人通りが無くなり、1988年に発生した殺人事件によって「恐怖の噂」の震源地としての色彩を強めていった。
鳥飼かおるは「犬鳴村伝説」がこの地域に生まれた背景を、筑豊炭田における炭鉱夫の逃亡との関連、犬鳴地域の付近に位置する聖地「首羅山」と犬鳴山の対比、「たたらの民」、「山の民」や「筑豊」という場所のイメージから考察している。

## 犬鳴村伝説を題材にした作品
2019年に、ホラーゲーム『犬鳴トンネル (ゲーム)』がChilla's Artによって制作され、Steamにて発売された。
2020年には、都市伝説を題材としたホラー映画『犬鳴村』が映画監督の清水崇により制作、公開された。この映画は『犬鳴村～残響～』のタイトルで公式ホラーゲーム化され、Android版（2020年8月19日）、IOS版（2020年8月26日）、Steam版（2021年10月21日）、Nintendo Switch版（2021年10月21日）が発売されている。
これらの作品は、犬鳴村伝説をなぞった内容というよりは、旧犬鳴トンネルの持つ心霊スポットとして怪奇現象や心霊現象を描写した内容となっている。